# Suecia en el Festival de la Canción de Eurovisión 2021
Suecia participó en el LXV Festival de la Canción de Eurovisión, celebrado en Róterdam, Países Bajos del 18 al 22 de mayo del 2021, tras la victoria de Duncan Laurence con la canción «Arcade». La SVT decidió mantener el formato de selección tradicional, organizando el Melodifestivalen para elegir al representante sueco en Eurovisión. El festival celebrado durante 6 fines de semana desde el 6 al 13 de marzo de 2021, dio como ganador al cantante sueco-congoleño Tusse, y la canción «Voices», compuesta por los ya ganadores en 2015 Joy Deb y Linnea Deb junto a Jimmy «Joker» Thörnfeldt y Anderz Wrethov.
Suecia partió en las semanas previas dentro de los 10 mejores de las casas de apuestas, aunque una vez iniciados los ensayos comenzó a perder varias posiciones. Dentro del festival, Tusse logró clasificarse dentro de la semifinal 1 tras obtener una sumatoria de 142 puntos, colocándose en el 7° lugar. Finalmente, Suecia se clasificaría en 14.ª posición con una sumatoria de 109 puntos: 46 del jurado profesional y 63 del televoto, dándole el peor resultado para el país escandinavo desde la edición de Malmö 2013.

## Historia de Suecia en Eurovisión
Suecia es uno de los países «clásicos» del festival, debutando en la tercera edición del concurso, en 1958. Desde entonces el país ha concursado en 59 ocasiones, siendo uno de los países que más ha participado dentro del festival. Suecia es considerado uno de los países más exitosos del festival al colocarse dentro de los mejores 10 en 41 participaciones y logrando vencer en seis ocasiones el festival: la primera, en 1974, con el grupo ABBA y la canción «Waterloo». La segunda vez sucedió en 1984, gracias a la canción «Diggi-Loo Diggi-Ley» de Herreys. En 1991, Carola ganó con la canción «Fångad av en stormvind». La cuarta ocasión sucedió en 1999 con Charlotte Nilsson interpretando «Take me to your heaven». Posteriormente, Suecia ganó el concurso en 2012 con «Euphoria» de Loreen y la última victoria sueca sucedió en 2015 con la canción «Heroes» interpretada por Måns Zelmerlöw.
Las representantes para la edición cancelada de 2020 era las ganadoras del Melodifestivalen de ese año, el grupo The Mamas con la canción «Move». En 2019, el ganador de Melodifestivalen, John Lundvik junto al propio grupo de The Mamas como coristas, terminó en 5° posición con 334 puntos en la gran final, con el tema «Too Late for Love».

## Representante para Eurovisión

### Melodifestivalen 2021
El Melodifestivalen 2021, fue la 61° edición del festival tradicional sueco. Suecia confirmó su participación en el Festival de Eurovisión 2021 en marzo de 2020, una vez anunciada la cancelación de la edición de Róterdam 2020. A diferencia de lo ocurrido con la mayoría de los países participantes, Suecia decidió no seleccionar internamente a sus representantes del año anterior, The Mamas. La competencia tuvo lugar durante 6 fines de semana desde el 6 de febrero al 13 de marzo de 2021, con la participación de 28 intérpretes.
La final del festival tuvo lugar el 13 de marzo y debido a las restricciones por la Pandemia de COVID-19, se decidió que el festival fuera realizado sin público en el Annexet del Stockholm Globe City en lugar del tradicional Friends Arena. El programa fue conducido por Christer Björkman junto a Shima Niavarani y Måns Zelmerlöw.
La final se realizó a una única ronda donde se presentaron las 12 candidaturas finalistas y se sometieron a una votación a 50/50 entre el jurado internacional y el público sueco. En la votación, cada jurado profesional votaba las canciones con el mismo sistema de Eurovisión: 12, 10 y 8-1 puntos. En el caso del público, se crearon 8 grupos de votación, 7 por rango de edad: 3-9 años, 10-15 años, 16-29 años, 30-44 años, 45-56 años, 57-75 años y +75. Así mismo, se creó un octavo grupo que tomaba en cuenta las llamadas telefónicas. Estos grupos entregaron puntos en el mismo sistema de Eurovisión: 12, 10 y 8-1 puntos en función de la cantidad de votos recibidos. 
El máximo favorito de las apuestas Tusse ganó el concurso con un total de 175 puntos, 79 del jurado internacional y la puntuación perfecta del televoto de 96 puntos, con Eric Saade, participante sueco en 2011, finalizando en segundo lugar. De esta forma, Tusse se convirtió en el 60° representante sueco en el festival eurovisivo.
| N.º | Artista            | Canción                   | Jurado | Televoto | Lugar | Total |
| --- | ------------------ | ------------------------- | ------ | -------- | ----- | ----- |
| 1   | Danny Saucedo      | «Dandi dansa»             | 39     | 35       | 7     | 74    |
| 2   | Klara Hammarström  | «Beat of Broken Hearts»   | 43     | 36       | 6     | 79    |
| 3   | Anton Ewald        | «New Religion»            | 9      | 16       | 11    | 25    |
| 4   | The Mamas          | «In the Middle»           | 50     | 56       | 3     | 106   |
| 5   | Paul Rey           | «The Missing Place»       | 18     | 7        | 12    | 25    |
| 6   | Charlotte Perrelli | «Still Young»             | 32     | 28       | 8     | 60    |
| 7   | Tusse              | «Voices»                  | 79     | 96       | 1     | 175   |
| 8   | Álvaro Estrella    | «Baila Baila»             | 7      | 19       | 10    | 26    |
| 9   | Clara Klingenström | «Behöver inte dig idag»   | 39     | 52       | 5     | 91    |
| 10  | Eric Saade         | «Every Minute»            | 69     | 49       | 2     | 118   |
| 11  | Dotter             | «Litte Tot»               | 57     | 48       | 4     | 105   |
| 12  | Arvingarna         | «Tänker inte alls gå hem» | 22     | 22       | 9     | 44    |

## En Eurovisión
De acuerdo a las reglas del festival, todos los concursantes inician desde las semifinales, a excepción del anfitrión (en este caso, Países Bajos) y el Big Five compuesto por Alemania, España, Francia, Italia y Reino Unido. La producción del festival decidió respetar el sorteo ya realizado para la edición cancelada de 2020 por lo que se determinó que el país, tendría que participar en la primera semifinal. En este mismo sorteo, se determinó que participaría en la primera mitad de la semifinal (posiciones 1-7). Semanas después, ya conocidos los artistas y sus respectivas canciones participantes, la producción del programa dio a conocer el orden de actuación, determinando que Suecia participara en la cuarta posición, precedida por Rusia y seguido de Australia.
Los comentarios para Suecia corrieron por parte de Edward af Sillén y Christer Björkman para televisión mientras que la transmisión por radio fue por parte de Carolina Norén. La portavoz de la votación del jurado profesional sueco fue la cantante y ganadora de Eurovisión en 1991 Carola.

### Semifinal 1
Tusse tomó parte de los primeros ensayos los días 8 y 12 de mayo, así como de los ensayos generales con vestuario de la primera semifinal los días 17 y 18 de mayo. El ensayo general de la tarde del 17 fue tomado en cuenta por los jurados profesionales para emitir sus votos, que representan el 50% de los puntos. Suecia se presentó en la posición 4, detrás de Australia y por delante de Rusia. La actuación sueca se mantuvo fiel a la presentada en el Melodifestivalen con ligeros cambios. El escenario se presentó en penumbra con tonos en azules y dorados que predominaban en los fondos y la iluminación. Tusse inició interpretando la canción solo para que después se le unieran los bailarines a mitad de la canción. Mientras Tusse vistió una camisa roja sin mangas, con un pantalón del mismo color y guantes de color negro, los bailarines vistieron trajes sencillos en color negro. La presentación se inspiró fuertemente en el movimiento Black Lives Matter con lo cual se proyectaron rostros de personas en los fondos en la parte final de la canción.
Al final del show, Suecia fue anunciada como uno de los 10 países finalistas. Los resultados revelados una vez terminado el festival, posicionaron a Suecia en 7° lugar con 142 puntos, habiéndose posicionado en 10.ª posición en la votación del televoto con 51 puntos, y obteniendo el 4° lugar del jurado profesional con 91 puntos.

### Final
Durante la rueda de prensa de los ganadores de la primera semifinal, se realizó el sorteo en el que se decidió en que mitad participaría cada finalista. Suecia fue sorteada para participar en la segunda mitad de la final (posiciones 14-26). El orden de actuación revelado durante la madrugada del viernes 21 de mayo, en el que se decidió que Suecia debía actuar en la posición 25 por delante de Italia y detrás de San Marino.
Durante la votación final, Suecia se colocó en la 17.ª posición del jurado profesional con 46 puntos. Posteriormente, se reveló su puntuación del público: un 11° lugar con 63 puntos, que le dieron la sumatoria final de 109 puntos, finalizando en 14° lugar. Esta sería apenas la segunda ocasión en las últimas 10 participaciones que Suecia no finaliza en el festival dentro de los mejores 10.

### Votación

#### Puntuación otorgada a Suecia

##### Semifinal 1
| Jurado                  | Jurado             | Jurado               | Jurado                                      | Jurado                                    |
| 12 puntos               | 10 puntos          | 8 puntos             | 7 puntos                                    | 6 puntos                                  |
| ----------------------- | ------------------ | -------------------- | ------------------------------------------- | ----------------------------------------- |
| - Alemania              | - Malta - Noruega  |                      | - Chipre - Rusia                            | - Australia - Azerbaiyán - Bélgica        |
| 5 puntos                | 4 puntos           | 3 puntos             | 2 puntos                                    | 1 punto                                   |
| - Israel - Países Bajos | - Italia - Rumania | - Lituania - Ucrania |                                             | - Croacia - Irlanda - Macedonia del Norte |
| Televoto                |                    |                      |                                             |                                           |
| 12 puntos               | 10 puntos          | 8 puntos             | 7 puntos                                    | 6 puntos                                  |
|                         | - Malta - Noruega  |                      | - Bélgica                                   |                                           |
| 5 puntos                | 4 puntos           | 3 puntos             | 2 puntos                                    | 1 punto                                   |
| - Lituania              | - Irlanda          | - Chipre - Ucrania   | - Eslovenia - Israel - Países Bajos - Rusia | - Azerbaiyán                              |

##### Final
| Jurado                   | Jurado                        | Jurado                                   | Jurado              | Jurado                                                                  |
| 12 puntos                | 10 puntos                     | 8 puntos                                 | 7 puntos            | 6 puntos                                                                |
| ------------------------ | ----------------------------- | ---------------------------------------- | ------------------- | ----------------------------------------------------------------------- |
|                          | - Noruega                     | - Malta                                  |                     |                                                                         |
| 5 puntos                 | 4 puntos                      | 3 puntos                                 | 2 puntos            | 1 punto                                                                 |
| - Azerbaiyán - Finlandia | - Alemania - Bélgica - Serbia | - Macedonia del Norte                    | - Dinamarca         | - Francia                                                               |
| Televoto                 |                               |                                          |                     |                                                                         |
| 12 puntos                | 10 puntos                     | 8 puntos                                 | 7 puntos            | 6 puntos                                                                |
|                          | - Dinamarca - Islandia        | - Malta - Noruega                        |                     |                                                                         |
| 5 puntos                 | 4 puntos                      | 3 puntos                                 | 2 puntos            | 1 punto                                                                 |
|                          | - Portugal                    | - Bélgica - Finlandia - Moldavia - Suiza | - Francia - Ucrania | - Albania - Bulgaria - Estonia - Irlanda - Letonia - Lituania - Polonia |

#### Puntuación otorgada por Suecia
| Puntos    | Jurado     | Televoto   |
| --------- | ---------- | ---------- |
| 12 puntos | Malta      | Noruega    |
| 10 puntos | Israel     | Lituania   |
| 8 puntos  | Noruega    | Malta      |
| 7 puntos  | Lituania   | Ucrania    |
| 6 puntos  | Rusia      | Israel     |
| 5 puntos  | Ucrania    | Bélgica    |
| 4 puntos  | Chipre     | Chipre     |
| 3 puntos  | Azerbaiyán | Rusia      |
| 2 puntos  | Bélgica    | Croacia    |
| 1 punto   | Irlanda    | Azerbaiyán |

| Puntos    | Jurado   | Televoto  |
| --------- | -------- | --------- |
| 12 puntos | Malta    | Finlandia |
| 10 puntos | Italia   | Islandia  |
| 8 puntos  | Ucrania  | Noruega   |
| 7 puntos  | Islandia | Lituania  |
| 6 puntos  | Francia  | Francia   |
| 5 puntos  | Suiza    | Suiza     |
| 4 puntos  | Israel   | Ucrania   |
| 3 puntos  | Rusia    | Italia    |
| 2 puntos  | Noruega  | Malta     |
| 1 punto   | Bélgica  | Serbia    |

##### Desglose
El jurado sueco estuvo compuesto por:
- Emelie Fjällström
- Nanne Grönvall
- Björn Kjellman
- Tina Mehrafzoon
- Omar Rudberg

| Semifinal 1 | Semifinal 1         | Semifinal 1                | Semifinal 1                | Semifinal 1                | Semifinal 1                | Semifinal 1                | Semifinal 1                | Semifinal 1                | Semifinal 1                | Semifinal 1                |
| N.º         | País                | Jurado                     | Jurado                     | Jurado                     | Jurado                     | Jurado                     | Jurado                     | Jurado                     | Televoto                   | Televoto                   |
| N.º         | País                | Jurado A                   | Jurado B                   | Jurado C                   | Jurado D                   | Jurado E                   | Ranking                    | Puntos                     | Ranking                    | Puntos                     |
| ----------- | ------------------- | -------------------------- | -------------------------- | -------------------------- | -------------------------- | -------------------------- | -------------------------- | -------------------------- | -------------------------- | -------------------------- |
| 01          | Lituania            | 2                          | 6                          | 2                          | 9                          | 12                         | 4                          | 7                          | 2                          | 10                         |
| 02          | Eslovenia           | 11                         | 8                          | 14                         | 14                         | 9                          | 14                         |                            | 15                         |                            |
| 03          | Rusia               | 3                          | 3                          | 6                          | 8                          | 7                          | 5                          | 6                          | 8                          | 3                          |
| 04          | Suecia              | -------------------------- | -------------------------- | -------------------------- | -------------------------- | -------------------------- | -------------------------- | -------------------------- | -------------------------- | -------------------------- |
| 05          | Australia           | 10                         | 11                         | 7                          | 12                         | 5                          | 11                         |                            | 14                         |                            |
| 06          | Macedonia del Norte | 5                          | 14                         | 13                         | 13                         | 14                         | 13                         |                            | 13                         |                            |
| 07          | Irlanda             | 13                         | 5                          | 10                         | 6                          | 11                         | 10                         | 1                          | 11                         |                            |
| 08          | Chipre              | 8                          | 2                          | 11                         | 4                          | 6                          | 7                          | 4                          | 7                          | 4                          |
| 09          | Noruega             | 9                          | 4                          | 9                          | 2                          | 4                          | 3                          | 8                          | 1                          | 12                         |
| 10          | Croacia             | 15                         | 10                         | 12                         | 10                         | 13                         | 15                         |                            | 9                          | 2                          |
| 11          | Bélgica             | 14                         | 12                         | 4                          | 11                         | 2                          | 9                          | 2                          | 6                          | 5                          |
| 12          | Israel              | 7                          | 7                          | 3                          | 1                          | 10                         | 2                          | 10                         | 5                          | 6                          |
| 13          | Rumania             | 12                         | 15                         | 15                         | 7                          | 8                          | 12                         |                            | 12                         |                            |
| 14          | Azerbaiyán          | 6                          | 9                          | 8                          | 5                          | 3                          | 8                          | 3                          | 10                         | 1                          |
| 15          | Ucrania             | 1                          | 13                         | 1                          | 15                         | 15                         | 6                          | 5                          | 4                          | 7                          |
| 16          | Malta               | 4                          | 1                          | 5                          | 3                          | 1                          | 1                          | 12                         | 3                          | 8                          |

| Final | Final        | Final                      | Final                      | Final                      | Final                      | Final                      | Final                      | Final                      | Final                      | Final                      |
| N.º   | País         | Jurado                     | Jurado                     | Jurado                     | Jurado                     | Jurado                     | Jurado                     | Jurado                     | Televoto                   | Televoto                   |
| N.º   | País         | Jurado A                   | Jurado B                   | Jurado C                   | Jurado D                   | Jurado E                   | Ranking                    | Puntos                     | Ranking                    | Puntos                     |
| ----- | ------------ | -------------------------- | -------------------------- | -------------------------- | -------------------------- | -------------------------- | -------------------------- | -------------------------- | -------------------------- | -------------------------- |
| 01    | Chipre       | 11                         | 9                          | 16                         | 6                          | 14                         | 16                         |                            | 14                         |                            |
| 02    | Albania      | 20                         | 22                         | 22                         | 23                         | 21                         | 25                         |                            | 15                         |                            |
| 03    | Israel       | 15                         | 15                         | 4                          | 1                          | 16                         | 7                          | 4                          | 20                         |                            |
| 04    | Bélgica      | 13                         | 23                         | 7                          | 10                         | 3                          | 10                         | 1                          | 16                         |                            |
| 05    | Rusia        | 4                          | 5                          | 9                          | 11                         | 13                         | 8                          | 3                          | 12                         |                            |
| 06    | Malta        | 7                          | 3                          | 6                          | 2                          | 1                          | 1                          | 12                         | 9                          | 2                          |
| 07    | Portugal     | 16                         | 17                         | 15                         | 8                          | 2                          | 11                         |                            | 11                         |                            |
| 08    | Serbia       | 17                         | 24                         | 13                         | 21                         | 20                         | 21                         |                            | 10                         | 1                          |
| 09    | Reino Unido  | 23                         | 16                         | 25                         | 4                          | 18                         | 17                         |                            | 25                         |                            |
| 10    | Grecia       | 24                         | 20                         | 23                         | 17                         | 19                         | 23                         |                            | 17                         |                            |
| 11    | Suiza        | 10                         | 2                          | 8                          | 15                         | 4                          | 6                          | 5                          | 6                          | 5                          |
| 12    | Islandia     | 3                          | 12                         | 2                          | 13                         | 7                          | 4                          | 7                          | 2                          | 10                         |
| 13    | España       | 25                         | 25                         | 24                         | 16                         | 17                         | 22                         |                            | 24                         |                            |
| 14    | Moldavia     | 18                         | 18                         | 21                         | 24                         | 25                         | 24                         |                            | 13                         |                            |
| 15    | Alemania     | 21                         | 13                         | 20                         | 12                         | 24                         | 20                         |                            | 21                         |                            |
| 16    | Finlandia    | 12                         | 8                          | 19                         | 18                         | 5                          | 14                         |                            | 1                          | 12                         |
| 17    | Bulgaria     | 8                          | 7                          | 17                         | 7                          | 10                         | 12                         |                            | 19                         |                            |
| 18    | Lituania     | 9                          | 10                         | 5                          | 19                         | 22                         | 15                         |                            | 4                          | 7                          |
| 19    | Ucrania      | 1                          | 14                         | 1                          | 25                         | 23                         | 3                          | 8                          | 7                          | 4                          |
| 20    | Francia      | 2                          | 4                          | 10                         | 9                          | 8                          | 5                          | 6                          | 5                          | 6                          |
| 21    | Azerbaiyán   | 6                          | 21                         | 14                         | 5                          | 12                         | 13                         |                            | 18                         |                            |
| 22    | Noruega      | 19                         | 6                          | 11                         | 3                          | 9                          | 9                          | 2                          | 3                          | 8                          |
| 23    | Países Bajos | 14                         | 19                         | 12                         | 14                         | 15                         | 18                         |                            | 22                         |                            |
| 24    | Italia       | 5                          | 1                          | 3                          | 20                         | 6                          | 2                          | 10                         | 8                          | 3                          |
| 25    | Suecia       | -------------------------- | -------------------------- | -------------------------- | -------------------------- | -------------------------- | -------------------------- | -------------------------- | -------------------------- | -------------------------- |
| 26    | San Marino   | 22                         | 11                         | 18                         | 22                         | 11                         | 19                         |                            | 23                         |                            |